# Liste der badischen Außenminister
Liste der badischen Außenminister.

## Liste
- 1815–1816: Karl von Hacke
- 1816–1831: Wilhelm Ludwig Leopold Reinhard Freiherr von Berstett
- 1831–1835: Johann von Türckheim
- 1835–1843: Friedrich von Blittersdorf
- 1843–1849: Alexander von Dusch
- 1849–1856: Ludwig Rüdt von Collenberg-Bödigheim
- 1856–1860: Franz von Stengel
- 1860–1861: Anton von Stabel
- 1861–1865: Franz von Roggenbach
- 1865–1866: Ludwig von Edelsheim
- 1866–1871: Rudolf von Freydorf
- 1871–1893: Außenministerium aufgehoben
- 1893–1905: Arthur von Brauer
- 1905–1911: Adolf Marschall von Bieberstein
- 1911–1917: Josef Nikolaus Rheinboldt
- 1917–1918: Adelbert Düringer
- 1918–1919: Anton Geiß
- 1919–1920: Hermann Dietrich

1920: Ministerium abgeschafft